# 虚ろな十字架
『虚ろな十字架』（うつろなじゅうじか）は、東野圭吾の書き下ろし長編サスペンス小説。2014年5月25日に光文社より単行本が刊行された。
2014年6月2日付オリコンチャートのBOOK総合部門ランキングで1位となり、文庫部門で1位の『パラドックス13』と合わせて、5年7か月ぶりの2部門制覇となった。
2017年5月11日、光文社文庫版が発売された。

## あらすじ
11年前、娘を強盗に殺害された中原道正は、当時の担当刑事だった佐山の訪問を受け、今度は離婚した元妻の小夜子までも刺殺されてしまったことを知る。小夜子とは、娘殺害の犯人の蛭川が死刑になることだけを望んで、裁判をともに戦った過去があった。犯人の死刑を望まない被害者家族はいないが、中原も小夜子も、「たとえ犯人が死刑になろうとも娘は戻らない」という虚しい事実に直面したのだった。
離婚した後はお互い連絡し合うこともなかったが、小夜子が離婚後も精力的に行動していたことを、事件の後になって知る。それは、娘の死を乗り越えるためという目的は同じだったが、そのために中原が選んだ道とは正反対であった。小夜子を殺害した犯人は自首してきたが、それも情状酌量となりそうで、とても死刑判決は出そうにもない。しかし孫と、今また娘までも殺された小夜子の母の里江は死刑求刑を願い、中原も元夫として関わって行くことになる。

## 登場人物
中原 道正（なかはら みちまさ）
ペット葬儀社エンジェルボート社長。
元は広告代理店に務めていた。
浜岡 小夜子（はまおか さよこ）
被害者。中原道正の元妻。
フリーライターで、被殺害者遺族会に入会していた。
中原 愛美（なかはら まなみ）
中原道正と小夜子の娘。
11年前、小学校2年生の時に強盗に殺害された。
浜岡 里江（はまおか さとえ）
浜岡小夜子の母。
浜岡 宗一（はまおか そういち）
浜岡小夜子の父。
日山千鶴子（ひやま ちづこ）
浜岡小夜子の大学時代の同級生。雑誌編集者。
井口 沙織（いぐち さおり）
3歳の時に母親を亡くしている。万引き依存症。
山部（やまべ）
浜岡側の弁護士。
浜岡小夜子とともに、被殺害者遺族会で活動している。
神田 亮子（かんだりょうこ）
エンジェルボート従業員。中原道正の部下。
佐山（さやま）
警視庁捜査一課巡査部長。
仁科 史也（にしな ふみや）
慶明大学医学部附属病院小児科医。
仁科 花恵（にしな はなえ）
仁科史也の妻で、町村作造の娘。
仁科 翔（にしな しょう）
仁科史也と花恵の息子。
仁科 由美（にしな ゆみ）
仁科史也の妹。
仁科 妙子（にしな たえこ）
仁科史也の母。
町村 作造（まちむらさくぞう）
浜岡小夜子を殺害した犯人。68歳無職。仁科花恵の父。
蛭川 和男（ひるかわ かずお）
千葉刑務所仮出所中に中原愛美を殺害した犯人。48歳無職。